# Zakamenszki járás

A Zakamenszki járás Burjátföldön

A Zakamenszki járás (oroszul  Закаменский район, burját nyelven Захааминай аймаг) Oroszország egyik járása a Burját Köztársaságban. Székhelye Zakamenszk város.

## Népesség
- 2002-ben 29 692 lakosa volt, melynek 63%-a burját, 34%-a orosz, 1%-a német.
- 2010-ben 28 453 lakosa volt, melyből 18 007 burját, 9 080 orosz, 378 evenk, 233 német, 70 tatár, 45 ukrán, 28 mordvin stb.